# Tereza Moraes Bacellar
Tereza Moraes Bacellar (Silvânia, 18 de fevereiro de 1931 — junho de 1994), foi uma socialite brasileira influente em Brasília.
Era esposa de Dorival Bacellar, alto funcionário do Banco do Brasil e filha de Francisco de Assis Moraes, deputado estadual de Goiás pioneiro de Goiânia     e irmã de José de Assis Moraes. Ela faleceu em junho de 1994 no Rio de Janeiro.

## Carreira

### Vida social
Ela desde cedo se encontrava nos jornais da sua região, aparecendo na edição do Jornal de Notícias no dia 25 de dezembro de 1958, como "As 10 Mais Elegantes do Estado de 1958".
Ela junto de seu marido se mudaram para Brasília no final dos anos 60, onde construíram uma mansão no lago sul. Ela se destacou na vida social da capital como uma figura "ativa e influente", recebendo personagens como embaixadores, senadores e governadores como Virgílio Távora ex-governador do Ceará em vários dos seus jantares, em sua residência, além de ser recebida em eventos de embaixadas e de eventos beneficentes.

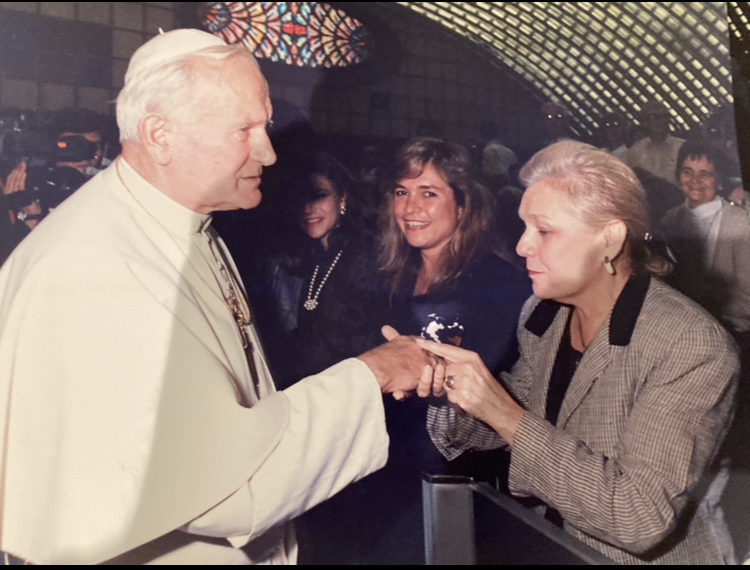
Tereza Moraes e sua filha com João Paulo II

Após a morte de seu marido e pai no ano de 1972, ela se mudou temporariamente para Paris, na França, com sua filha, onde também era muito ativa socialmente. Tereza e sua filha ficaram em um apartamento da Condessa de Montlaur. Devido à sua experiência, chegou a ser entrevistada no jornal Correio Social.
Ela ajudou a influenciar a vida social e a moda do seu tempo em Brasília e foi uma das mulheres mais em moda de sua época.

## Biografia
Tereza de Moraes nasceu em uma família tradicional de Goiás, sendo a filha mais nova de Francisco de Assis Moraes. Em 1955 ele se formou em direito na Faculdade de Direito da Universidade Federal de Goiás.

## Periódicos
1. O Popular 8/7/72 pagina 7
2. Correio Braziliense 7/12/77
3. Correio Braziliense 27/12/85